# Tochnit Lamed
Tochnit Lamed (hebr., תוכנית למד, שיכון למד; Shikun Lamed; Mieszkanie Uczniów) – osiedle mieszkaniowe w Tel Awiwie, znajdujące się na terenie Dzielnicy Pierwszej.

## Położenie
Osiedle leży na nadmorskiej równinie Szaron, nad Morzem Śródziemnym. Jest położone w północnej części aglomeracji miejskiej Tel Awiwu, na północ od rzeki Jarkon. Po stronie zachodniej rozciągają się tereny krajowego portu lotniczego Sede Dow. Na północy ulica Einsteina oddziela od osiedla Ramat Awiw ha-Chadasza. Wschodnią granicę osiedla wyznacza droga ekspresowa nr 2, za którą znajduje się osiedle Ramat Awiw. Południową granicę osiedla stanowi ulica Shai Agnon, za którą znajduje się osiedle Kochaw ha-Cafon.

## Środowisko naturalne
Osiedle powstało w latach 90. XX wieku na nadmorskich wydmach i nieużytkach rolniczych położonych na północ od zabudowy miejskiej Tel Awiwu.

## Architektura
W osiedlu znajdują się wielorodzinne budynki wzniesione z „wielkiej płyty”. Są to w zdecydowanej większości nowoczesne wieżowce. W środkowej części osiedla jest Park Gilbar.

## Edukacja
W osiedlu znajduje się szkoła podstawowa Aran.

## Religia
Przy ulicy Yehuda Burla znajduje się synagoga.

## Gospodarka
W południowej części osiedla znajduje się duże centrum handlowym, przy którym powstała przychodnia zdrowia i apteka, oraz urząd pocztowy.

## Transport
Wzdłuż wschodniej granicy osiedla przechodzi droga ekspresowa nr 2  (Tel Awiw-Netanja-Hajfa).
Na zachód od osiedla znajduje się krajowy port lotniczy Sede Dow.